# Puntos a tratar
 Puntos a tratar  es el décimo noveno capítulo de la quinta temporada de la serie dramática El Ala Oeste.

## Argumento
Josh está feliz por un brillante acuerdo con la India, que permite abrir el comercio en el país asiático. Entre otros, es felicitado por Leo; pero pronto se da cuenta de un grave error: a cambio ha comprometido 17 000 puestos de trabajo de programadores informáticos. Intenta arreglar la situación: se reúne con el presidente de la cámara de representantes, el republicano Jeff Haffley, quien está encantado con el acuerdo: aumenta las exportaciones a cambio de un “pequeño sacrificio”. Luego llega la cara amarga del problema: dos representantes del gremio y el líder de los sindicatos, Parons Hill, acampan en su despacho. Este último le echa en cara que se siente defraudado y engañado.

Incluso Will Bailey, el asesor del vicepresidente, le informa del desmarque de este del acuerdo alcanzado, así como de algunos políticos demócratas. Finalmente, irá al encuentro internacional del comercio, en Bruselas, con la certeza de que el gobierno no puede quedar bien con todo el mundo, y que a cambio de una recolocación de algunos trabajadores, otros muchos se verán favorecidos. Josh irá solo, a pesar de la oposición de Donna, quien quiere acompañarle. Tras estar varias horas sin hablarle por no sentirse valorada, conseguirá en parte sus objetivos: el ayudante del jefe de gabinete de la Casa Blanca le entregará un pasaporte diplomático para acompañar a la delegación estadounidense a Oriente Medio. 
Por su parte, C.J. está frustrada con la nueva comisión federal de comunicaciones, que permite que las grandes compañías de medios de comunicación puedan aumentar la cuota de televisiones que poseen. Intentará que algunos periodistas de los medios más poderosos informen del asunto, como el reportero Greg Brock (interpretado por Sam Robards ), pero todos tienen miedo de quedar mal con sus jefes. Frustrada, acabará comiendo con su viejo novio del instituto, Ben Dryer.
Por último, el presidente Bartlet se reúne con Kate Harper (interpretado por Mary McCormack), nueva asesora nacional de seguridad, quien no empieza con buen pie en el despacho oval. Su currículo es brillante: graduado en la Academia Naval de los EE. UU. y prodigio militar, no tiene miedo de permanecer fiel a sus objetivos y convicciones.

## Curiosidades
- Este es el único episodio dirigido por Richard Schiff, el intérprete de Toby.[1]